# Mesogio
Mesogio (griechisch Μεσόγειο (n. sg.)) ist ein Dorf im Zentrum der griechischen Insel Samos. Es bildet gleichzeitig die gleichnamige Ortsgemeinschaft Mesogio (Τοπική Κοινότητα Μεσογείου) im Gemeindebezirk Pythagorio.

## Lage
Das Dorf liegt auf der Südseite des Ambelos-Gebirges, westlich etwas unterhalb vom Pandroso auf etwa 580 Meter Höhe. Die Ortsgemeinschaft Mesogio (Τοπική Κοινότητα Μεσογείου) grenzt im Norden an die Ortsgemeinschaften Ambelos und Vourliotes des Gemeindebezirks Vathy, im Osten an Pandroso, im Südwesten an Pyrgos sowie im Westen an Platanos und Ydroussa des Gemeindebezirks Karlovasia.

## Geschichte
Erstmals wurde das Dorf im Jahr 1677 schriftlich erwähnt. Die Einwohner wurden wegen ihrer eigenen Sprache als Arnaouts oder Albanians bezeichnet. Als Herkunftsort wurde damals Attika oder die Kykladeninsel Tinos angenommen. Wahrscheinlich wurde das Dorf mit der Wiederbesiedelung von Samos 1562 gegründet. Die Einwohner betrieben Landwirtschaft und Viehzucht und waren für die Weinerzeugung bekannt. Durch die Reblauskatastrophe im späten 19. Jahrhundert und den Verlust der Lebensgrundlage waren viele Einwohner gezwungen die Insel zu verlassen und nach Amerika, Australien und Europa auszuwandern.
Seit 1918 bildete das Dorf als Kinotita Kato Arvaniton (Κοινότητα Κάτω Αρβανιτών) eine selbstständige Landgemeinde. Das Dorf wurde 1960 von Kato Arvanite (Κάτω Αρβανίται) nach Mesogio umbenannt. Mit der Umsetzung der Gemeindereform nach dem Kapodistrias-Programm im Jahr 1997 erfolgte die Eingliederung in die Gemeinde Pythagorio. Die Verwaltungsreform 2010 führte die ehemaligen Gemeinden der Insel zur neu geschaffenen Gemeinde Samos (Dimos Samou Δήμος Σάμου) zusammen. Seither hat Mesogio den Status einer Ortsgemeinschaft (Τοπική Κοινότητα).
Einwohnerentwicklung von Mesogio
| 1913 | 1920 | 1928 | 1940 | 1951 | 1961 | 1971 | 1981 | 1991 | 2001 | 2011 |
| ---- | ---- | ---- | ---- | ---- | ---- | ---- | ---- | ---- | ---- | ---- |
| 293  | 296  | 354  | 386  | 334  | 310  | 234  | 204  | 209  | 143  | 109  |